# Onitis numida
Onitis numida är en skalbaggsart som beskrevs av François Louis Nompar de Caumont de Laporte 1840. Onitis numida ingår i släktet Onitis och familjen bladhorningar. Utöver nominatformen finns också underarten O. n. marginicollis.